# カミーユ・サン＝サーンス
シャルル・カミーユ・サン＝サーンス（フランス語: Charles Camille Saint-Saëns, フランス語: [ʃaʁl kamij sɛ̃ sɑ̃(s)];, 1835年10月9日 - 1921年12月16日）は、フランスの作曲家、ピアニスト、オルガニスト、指揮者。広く知られた作品として『序奏とロンド・カプリチオーソ』（1863年）、ピアノ協奏曲第2番（1868年）、チェロ協奏曲第1番（1872年）、『死の舞踏』（1874年）、オペラ『サムソンとデリラ』（1877年）、ヴァイオリン協奏曲第3番（1880年）、交響曲第3番『オルガン付き』（1886年）、『動物の謝肉祭』（1886年）などが挙げられる。
サン＝サーンスはわずか10歳でコンサート・デビューを果たすなど、類い稀なる才能を持って生まれた。パリ音楽院で学んだ後、一般的な教会オルガニストとしてのキャリアをスタートし、はじめはパリのサン＝メリ教会、1858年からはフランス第二帝政下の公的な教会であったマドレーヌ寺院に勤めた。20年を経てオルガニストの職を退いた後は、フリーランスのピアニスト、指揮者として成功を収め、ヨーロッパと南北アメリカで人気を博した。
若い頃のサン＝サーンスは当時最先端の音楽であったシューマン、リスト、ワーグナーに熱狂したが、彼自身の楽曲は概して従来からの古典的な伝統の範囲に留まっている。音楽史を専門とする学者でもあった彼は、過去のフランスの作曲家が作り出した構造に傾倒し続けた。これにより晩年には印象主義音楽や音列主義音楽の作曲家たちとの間に軋轢を生むことになる。その音楽はストラヴィンスキーや『6人組』の作品を予感させるような新古典主義的な要素を持っていながらも、サン＝サーンスはその晩年にあっては保守的であったと看做されることが多い。
サン＝サーンスが教職に就いたのはパリのニデルメイエール音楽学校で教えた1度きりで、教壇に立った期間は5年に満たなかった。しかしこれはフランス音楽の発展に大きな役割を果たした。彼の門下からはガブリエル・フォーレが巣立っており、モーリス・ラヴェルらがそのフォーレに教えを乞うている。この両名はいずれも彼らが天才と崇めたサン＝サーンスの影響を色濃く受けている。

## 生涯

### 幼少期

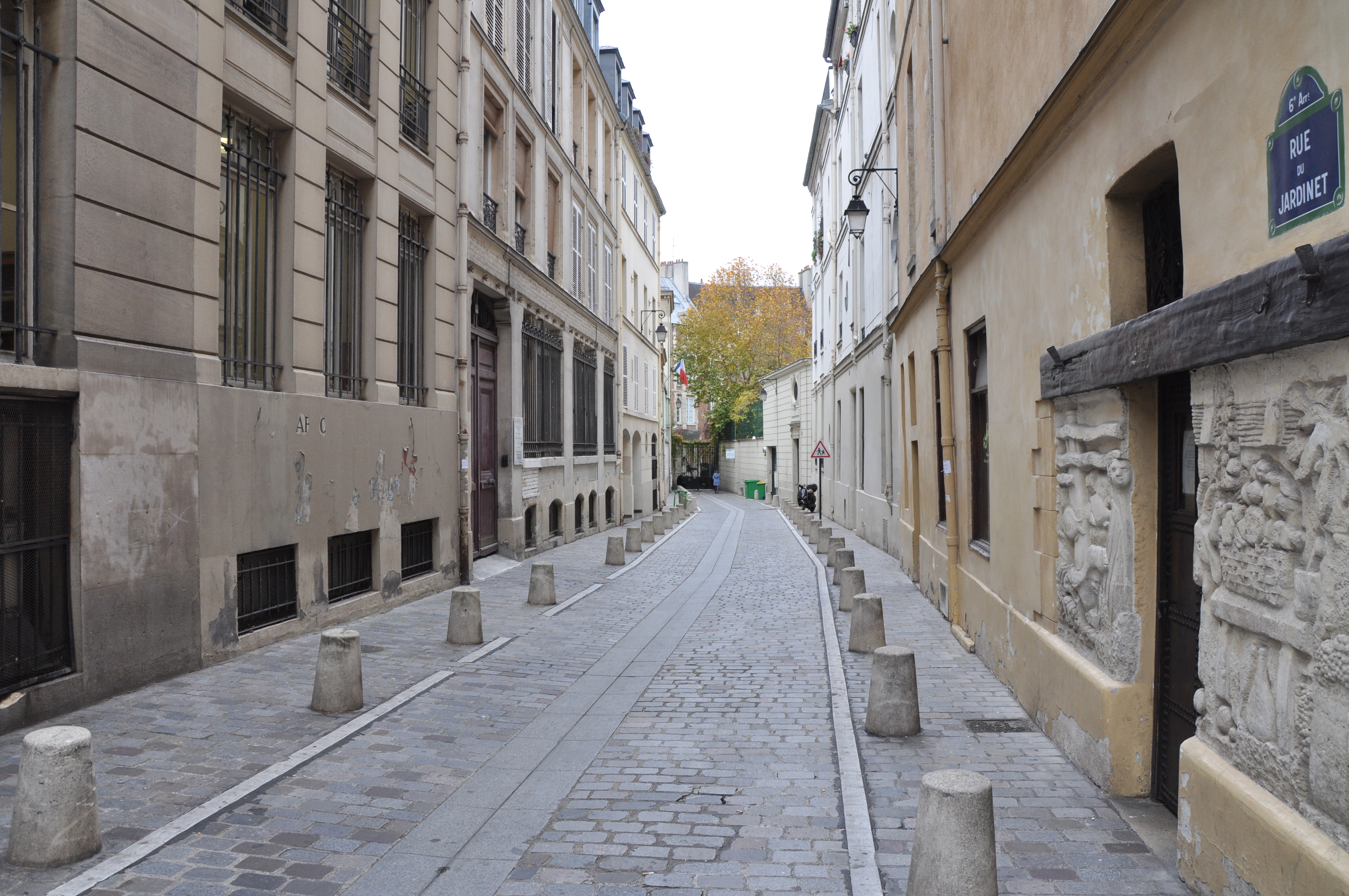
サン＝サーンスが生まれたジャルディネ通り。

サン＝サーンスはフランス内務省の官吏であったジャック＝ジョゼフ＝ヴィクトル・サン＝サーンス（1798年-1835年）とフランソワーズ＝クレマンス（旧姓コリン）の間のひとり息子として生まれた。父のヴィクトルはノルマンディーの家系の出身で、母はオート＝マルヌ県の一家の出であった。6区のジャルディネ通りで生を受けた夫妻の息子は、近所にあったサン＝シュルピス教会に受洗し、常に自らを真のパリジャンであると考えていた。息子の洗礼から2か月も経たぬ結婚記念日に、ヴィクトルは結核で他界してしまう。幼いカミーユは健康のために田舎へと連れていかれ、2年の間パリから南へ29キロメートルに位置するコルベイユ＝エソンヌで乳母と共に過ごした。

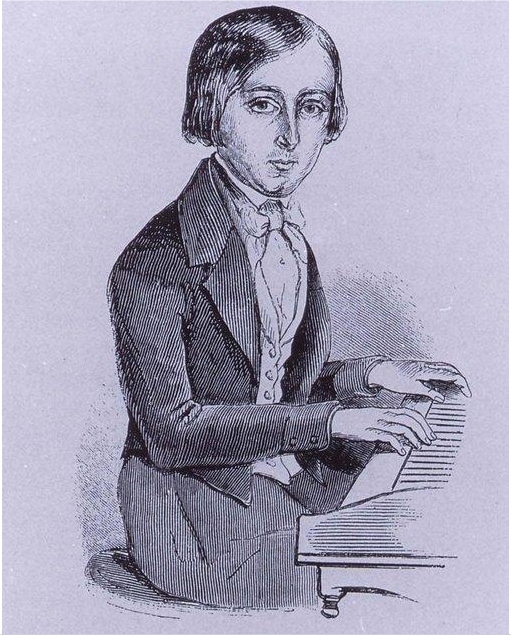
少年時代のサン＝サーンス。

パリに戻ってきたサン＝サーンスは母と、夫に先立たれた彼女の叔母であるシャルロット・マッソンと一緒に暮らした。幼い頃から絶対音感を示してピアノで音を拾う遊びに興じたほか、3歳になると作曲をしたと言われている。大おばからピアノ演奏の基礎を学び、7歳になるとフリードリヒ・カルクブレンナー門下のカミーユ＝マリー・スタマティに弟子入りした。スタマティはピアニストの力が全て腕ではなく手や指から伝わるようにと、教え子たちに鍵盤の前面に設置した枠の上に前腕を休ませた状態で演奏するよう求めた。サン＝サーンスは後年、これはよい訓練であったと書いている。息子の早熟な才能をよく理解した母のクレマンスは、彼があまりに若いうちから有名になることを望まなかった。音楽評論家のハロルド・C・ショーンバーグは1969年にサン＝サーンスについて次のように書いている。「彼がモーツァルトらと同じように、歴史上最も驚くべき神童であったことは一般に認知されていない。」カミーユ少年は5歳になる頃から少人数を前に時折演奏を披露していたが、公式にデビューを飾ったのはやっと10歳になってからのことで、この時はサル・プレイエルにおいてモーツァルトのピアノ協奏曲第15番 K450とベートーヴェンのピアノ協奏曲第3番を含むプログラムが組まれた。スタマティの影響を受け、サン＝サーンスは作曲の教授であるピエール・マルデンとオルガン教師のアレクサンドル・ボエリーを紹介される。当時のフランスではあまり知られていなかったバッハの音楽をボエリーを通じて教わり、彼は一生愛し続けていくことになる。
学生としてのサン＝サーンスは多くの科目で傑出していた。音楽の腕前に加えて、フランス文学、ラテン語、ギリシア語、神学、数学で優れた成績を収めた。彼の興味は哲学、考古学、天文学に及び、とりわけ天文学においてはその後も優れたアマチュアであり続けた。

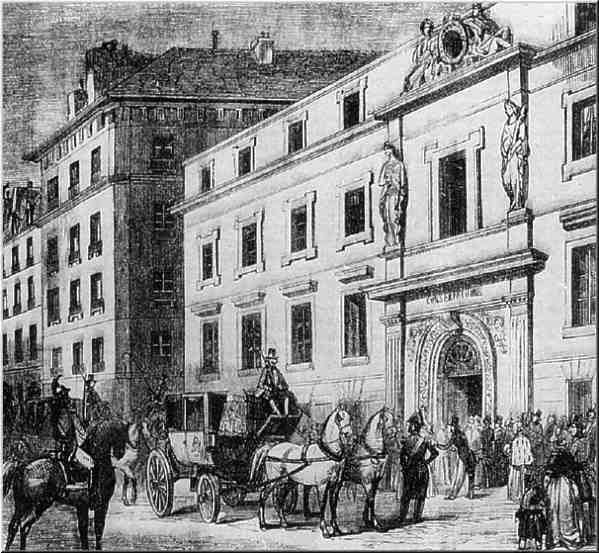
サン＝サーンスが学んだ古いパリ音楽院の校舎。

1848年、13歳にして、サン＝サーンスはフランス最高峰の音楽学校であるパリ音楽院への入学を許可された。1842年にルイジ・ケルビーニの後を継いで学長になったダニエル＝フランソワ＝エスプリ・オベールは、厳格な前任者に比して緩やかな体制を敷いていたが、そのカリキュラムは旧態依然としたものだった。学生たちはたとえサン＝サーンスのような抜群のピアニストであったとしても、オルガンに関する学課を履修するよう奨励された。というのも、教会オルガニストのキャリアにはソロピアニストよりも多くのチャンスが与えられると看做されていたからである。サン＝サーンスはオルガンを教わったフランソワ・ブノワについて、オルガニストとしては平凡でありながらも教師としては一流であると考えていた。ブノワ門下からはアドルフ・アダン、セザール・フランク、シャルル＝ヴァランタン・アルカン、ルイ・ルフェビュール＝ヴェリー、ジョルジュ・ビゼーらが輩出している。サン＝サーンスは1849年にオルガニストとして音楽院の2等賞、1851年に1等賞を獲得、同年には正式に作曲の勉強を開始した。作曲を教えたのはケルビーニの配下に居たジャック・アレヴィであり、シャルル・グノーやビゼーを教えた人物であった。
サン＝サーンスは習作として交響曲イ長調（1850年）、ヴィクトル・ユーゴーの同名の詩文に基づく合唱作品『ジン』（Les Djinns、1850年）などを作曲した。1852年にはフランス最高峰の音楽賞であったローマ大賞へ応募するも落選する。オベールは優勝したレオンス・コーエンよりもサン＝サーンスの方に高い将来性があり、サン＝サーンスが受賞すべきであると信じていた。事実、コーエンのその後のキャリアにみるべきものは少なかった。同年にサント＝セシル協会（Société Sainte-Cécile）が開催した大会では、審査員が全員一致でサン＝サーンスへと票を投じており、彼は1等賞という大きな成功を手にすることができた。最初の成熟した作品と認められ、作品番号を与えられたのはハーモニウムのための『3つの小品』（1852年）である。

### キャリア初期

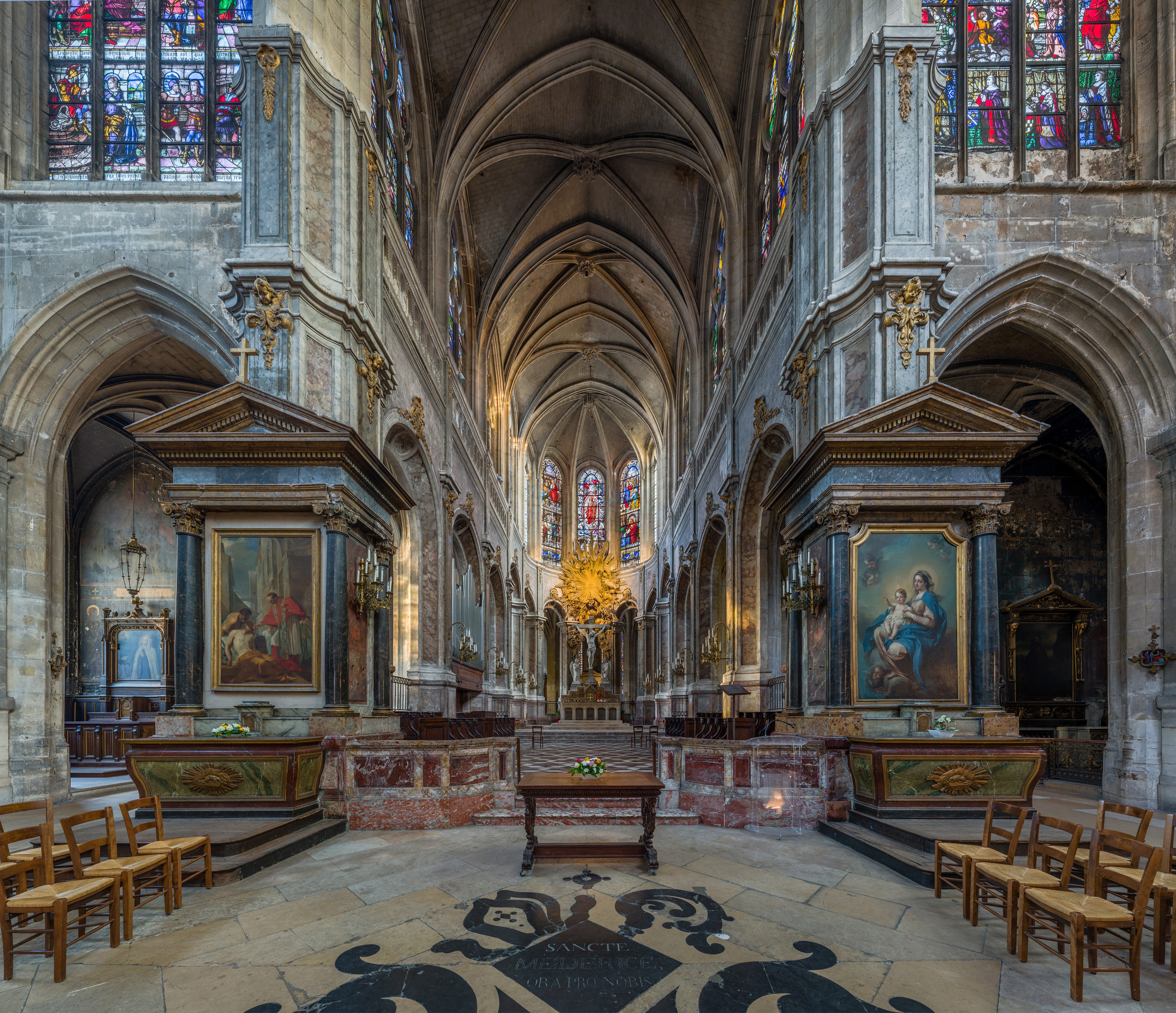
サン＝サーンスが1853年から1857年にかけてオルガニストを務めたパリのサン＝メリ教会。

1853年に音楽院を後にすると、サン＝サーンスはパリ市庁舎に程近い古くからの教会サン＝メリ教会のオルガニストの職に就いた。教会の教区は広範囲に及び、2万6千人の教区民がいた。通例、年間に200組を超える結婚式が開かれ、これに葬儀の分と慎ましい基礎給費を足し合わせると、オルガニストの給金はサン＝サーンスにはゆとりのある収入となった。フランソワ＝アンリ・クリコ建造のオルガンはフランス革命時にひどい損傷を負っており、修繕も不十分だった。そのためこの楽器は教会の礼拝用としての不足はなかったものの、パリで注目度の高い教会の多くが手掛けるような野心的なリサイタル向きではなかった。ピアニスト、作曲家としてのキャリアを追求するのに十分な余暇時間が得られるようになったサン＝サーンスは、作品2を付けることになる交響曲第1番（1853年）を作曲した。軍楽調のファンファーレや増強された金管、打楽器群を備えたこの作品は、フランスの帝政復権とナポレオン3世の力に高まる人気の萌芽の中にあった時代の空気をとらえている。この楽曲は彼に再びサント＝セシル協会の1等賞をもたらした。
音楽家の中ではジョアキーノ・ロッシーニ、エクトル・ベルリオーズ、フランツ・リスト、そして影響力の大きかった歌手のポーリーヌ・ガルシア＝ヴィアルドらがサン＝サーンスの才能にいち早く目を付け、こぞって彼のキャリアへ激励を行った。1858年の早い段階でサン＝メリ教会を後にして、帝国の公的な教会だったマドレーヌ寺院のオルガニストという、注目を浴びるポストを手にした。これは当時のパリのオルガニストの最高峰といわれた職であった。同寺院で彼の演奏を聴いたリストは、彼こそが世界最高のオルガニストだと言い切った。
後年のサン＝サーンスは歯に衣着せぬ保守的作曲家として通っていたが、1850年代には当時最新の音楽であったリスト、ロベルト・シューマン、リヒャルト・ワーグナーを支援し、普及させていた。同世代や次世代の多くのフランスの作曲家とは異なり、サン＝サーンスはワーグナーの楽劇に対する熱狂度合いや知識の割には、自身の作品にはその影響を受けなかった。彼はこう述べている。「登場人物が異様であるにもかかわらず、私はリヒャルト・ワーグナーの作品たちに深く感心しています。優れており力強い、私にはそれだけで十分なのです。しかし、私は過去にも、現在もそしてこれからもワーグナー教徒にはなりません。」

### 1860年代: 教職、高まる名声

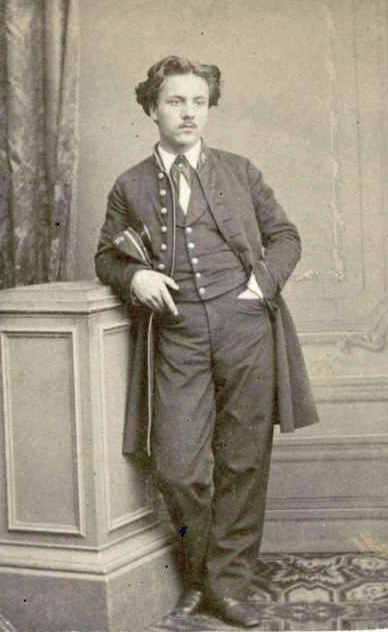
学生時代のガブリエル・フォーレ、1864年。サン＝サーンスからは教えと庇護を受け、生涯にわたる友人関係を育んだ。

1861年、サン＝サーンスは生涯唯一となる教師の職に就く。場所はルイ・ニデルメイエールがフランスの教会のために一流のオルガニストと合唱指揮者を養成すべく、1853年にパリに開校したニデルメイエール音楽学校であった。ニデルメイエール自身はピアノ科の教授を務めており、彼が1861年3月に他界するとピアノの学課を受け持つためにサン＝サーンスが任用されたのであった。学生にシューマン、リスト、ワーグナーなどの現代音楽を紹介した彼は、一部の厳格な教員たちを憤慨させた。彼の最も著名な門下生であるガブリエル・フォーレは、後年次のように述懐している。
授業を延長した後、彼はピアノの許へ行き私たちに巨匠らの作品を聴かせた。私たちは教育課程が厳密な古典的性格であったためにそうした楽曲から距離を置いており、さらにはその遠い昔には彼らはほとんど知られていなかったのである。（中略）当時私は15か16で、この時から（中略）私が生涯を通じて彼に持ち続けていた[いる]、ほとんど親に対するような愛着、絶大な称賛、絶えなき感謝が始まっている。
さらにサン＝サーンスは、学生が演じる1幕の道化芝居を書き、その音楽を作曲して学校の体制を活性化させた（学生の中にはアンドレ・メサジェもいた）。このとき自分の生徒たちのことを心に思い描きながら、彼の作品中で最も有名な『動物の謝肉祭』が着想されたが、曲の完成はニデルメイエール音楽学校を去って20年以上が経過した1886年になるまで待たねばならなかった。
1864年に2度目のローマ大賞挑戦を行ったサン＝サーンスは、一部に驚きをもたらした。既に独奏者、作曲家として名声を確立しつつあった彼が大会に再挑戦するという決断は、音楽界の多くの人を当惑させた。この時も優勝を逃す結果となる。審査員の1人であったベルリオーズはこう記している。
先日、我々は自分が優勝すると思っていなかった若者にローマ大賞を授与し、彼は喜びのあまり気も狂わんばかりであった。出場するという思い付きは奇妙ではあったが、我々の誰もがカミーユ・サン＝サーンスへ賞が贈られるものと予想していた。真に偉大な芸術家であり、既によく知られた、事実上の著名人に投票しなかったことを残念に思っていると告白しよう。しかし、まだ学生であるもう一人は内なる炎、発想力を持っており、感じている、習うことが出来ないことができると、そしてその他のことは多かれ少なかれ学ぶことができると。よって、この落選がサン＝サーンスにもたらすに違いない不幸を想い嘆息しつつも、私は彼に票を投じた。しかし、なんにせよ、人は正直であらねばならない。
音楽学者のジャン・ガロワによると、ベルリオーズがサン＝サーンスについて述べた有名な洒落（bon mot）である「彼はなんでも知っている、ただ『未熟さ』は持ち合わせていない」（Il sait tout, mais il manque d'inexpérience）を生み出したのはこの出来事がきっかけであったという。勝利を手にしたヴィクトル・シーグは、1864年の優勝者であるということ以外に一切著名なキャリアを歩まなかった。サン＝サーンスの伝記作家であるブライアン・リーズが推測するに、審査員は「一時的な試行錯誤の真っただ中にいる天賦の才の片鱗を探していたのであって、サン＝サーンスについては熟練の極みに達していると看做した」のではないかということである。サン＝サーンスが霊感よりも熟達度に秀でているという意見は、彼のキャリアと死後の評判に付きまとうことになる。彼自身は次のように書いている。「美しさと特質を創造するためにあるのが芸術である。感情はその後からついてくるのであって、芸術は感情がなくてもすっかりうまく成立させられる。実のところ、そうなった時の方が圧倒的に上手くいくのだ。」伝記作家のジェシカ・デュシェンは彼が「自分の魂の暗い側面を表に出さないことを好む悩み多き男」だったのだと書いている。評論家で作曲家のジェレミー・ニコラスは、このように内面を曝け出さないことにより多くの人が彼の音楽を過小評価するのだとみている。ニコラスは「サン＝サーンスは天才でない唯一の大作曲家」であるとか「良く書けた悪い音楽」といった侮辱的な評を引き合いに出している。

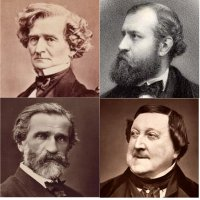
1867年にパリでサン＝サーンスへの1等賞を決めた審査員の面々。左上から順にベルリオーズ、グノー、ロッシーニ、ヴェルディ。

『スパルタクス』と名付けられた序曲が1863年にボルドーのサント・セシル協会が主催した大会で優勝を収めはしたが、ニデルメイエール音楽学校の教壇に立っていた時期にサン＝サーンスが作曲や演奏に注いだ労力は少なくなっていた。1865年に同校を退官すると、自らのキャリアにおけるこの両者を精力的に追及するようになる。1867年にはカンタータ『プロメテの結婚』が、100を超える他の出場者を退けてパリの大国際祭（Grande Fête Internationale）で作曲賞を獲得した。審査員を務めたのはオベール、ベルリオーズ、グノー、ロッシーニ、ジュゼッペ・ヴェルディであった。1868年にはピアノ協奏曲第2番を初演するが、この曲は彼の管弦楽作品として以降ずっとレパートリーに残ることになる初の作品となる。この作品やその他楽曲を演奏して、彼は1860年代にパリやフランス国内の他の都市、さらには国外の音楽界で有名人となっていった。

### 1870年代: 戦争、結婚、オペラでの成功
1870年、ドイツ音楽の優位とフランスの若い作曲家が自作の演奏機会を得られないことを憂慮し、サン＝サーンスと音楽院の声楽科の教授だったロマン・ビュシーヌは、新しいフランス音楽を普及させる団体の設立について話し合った。この提案事項を前進させるよりも前に普仏戦争が勃発、サン＝サーンスは国民衛兵として従軍することになった。続く1871年3月から5月にかけての、短期間ではあったが血なまぐさいパリ・コミューンでは、マドレーヌ寺院で上司であったドゲリー神父が反乱軍に殺害され、サン＝サーンスは避難のため一時イングランドに亡命した。ジョージ・グローヴ他の助力を得た彼は、ロンドンでリサイタルを開催して自力で生活した。5月にパリへ戻ると反独感情が大きく増進しており、フランス寄りの音楽協会という構想にとっては大きな追い風が吹いているのを知ることになる。1871年2月に「ガリアの芸術」（Ars Gallica）をモットーに掲げる国民音楽協会が創設され、ビュシーヌが会長、サン＝サーンスが副会長、アンリ・デュパルク、フォーレ、セザール・フランク、ジュール・マスネらが創設メンバーに名を連ねた。

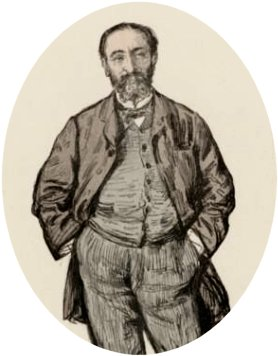
結婚の年である1875年のサン＝サーンス。

リストの革新的な交響詩を賛美していたサン＝サーンスは、熱意をもってこの形式を取り入れていった。彼の1作目となる交響詩（poème symphonique）である『オンファールの糸車』（1871年）は、1872年1月に国民音楽協会のコンサートで初演された。同じ年には、10年以上にわたる断続的なオペラの楽曲の仕事の末、ようやくひとつが上演を迎えることになった。1幕の軽いロマン的作品である『黄色い王女』が、6月にパリのオペラ＝コミック座で上演されたのである。上演回数は5回を数えた。
1860年代と1870年代はじめまでを独身で過ごしたサン＝サーンスは、フォーブール＝サントノレ通りの大きな5階建てのアパートに母と共に暮らしていた。1875年に彼は結婚するが、この出来事は多くの人を驚かせた。花婿は間もなく40代を迎える年齢で花嫁は19歳だったのである。彼女はマリー＝ロール・トリュフォといい、彼のある弟子のきょうだいだった。しかし結婚は上手くいかなかった。伝記作家のザビーナ・テラー・ラトナーの言によれば「サン＝サーンスの母は容認せず、またその息子は共同生活に難のある人物だった」のだという。サン＝サーンスと妻はカルチエ・ラタンのムッシュー・ル・プランス通りに越したが、それに母親も付いてきた。両名は2人の息子を授かったが、いずれも幼児期に死亡している。1878年には上の子で当時2歳のアンドレがアパートの窓から転落、命を落とした。下の子のジャン＝フランソワは6週間後に肺炎で落命、生まれて6か月だった。サン＝サーンスとマリー＝ロールは以降3年間暮らしを共にし続けたが、彼はアンドレの事故のことで妻を責めた。2度の喪失による打撃は結婚生活を破綻させるに足るものだったのである。
19世紀のフランスの作曲家にとって、オペラは最も重要な音楽様式であると考えられていた。サン＝サーンスより年下の同世代にあたりライバルであったマスネは、オペラ作曲家として名声を獲得しつつあったが、サン＝サーンスのオペラで上演を果たしたものは、小規模な『黄色い女王』のみでそれも成功とはいえず、この分野で成果をあげられずににいた。1877年2月、彼はついに本格的な規模を持つオペラの上演にこぎつけた。4幕からなる「抒情劇」（drame lyrique）の『銀の音色』である。ジュール・バルビエとミシェル・カレによるリブレットはファウストの伝説を想起させるもので、1870年にはリハーサルに入っていたものの戦争勃発により公演延期となっていたのであった。作品はパリのリリック座によりようやく公演を迎え、18回の上演を重ねた。
このオペラの献呈を受けたアルベール・リボンは初演の3か月後に他界し、サン＝サーンスに巨額の遺産を遺して「彼をマドレーヌ寺院のオルガン奴隷から解放し、すっかり作曲に専念できるよう」にした。サン＝サーンスは間もなく遺産贈与が行われるとは知らなかったが、友人の死の直前に職を辞していた。型どおりのキリスト教徒ではなかった彼は、宗教的教義に次第に苛立ちを覚えるようになっていたのである。聖職者側の権威による干渉を受けることや音楽への無神経さに疲れてしまった彼は、他の都市でピアノ独奏者として多くの契約を得て自由になりたいと願うようになっていた。これ以降は教会の礼拝でプロとしてオルガンを演奏することは二度となく、またこの楽器自体をほとんど全く弾かなくなった。彼は友の追憶のためにレクイエムを作曲、曲はリボンの1周忌に合わせてサン＝シュルピス教会にてシャルル＝マリー・ヴィドールのオルガン、作曲者自身の指揮によって演奏された。
1877年12月、サン＝サーンスはオペラによってより確固たる成功を手にする。その作品は彼のオペラの中で唯一世界で上演されるレパートリーとなり、その地位を保ち続ける『サムソンとデリラ』である。聖書に基づく題材のためフランスでの公演には多数の障害に見舞われることとなり、リストの影響もあって初演はヴァイマルにおいてドイツ語訳を用いて行われる運びとなった。やがて国際的な成功を収めるに至った本作であったが、パリ国立オペラでの公演が行われたのはようやく1892年になってからのことだった。
サン＝サーンスは熱心に旅行に興じた。1870年代からこの世を去るまでに27か国に計179回の旅に出ている。プロとしての契約により、最も頻繁に訪れたのはドイツとイングランドであった。休暇には脆弱な胸に障るパリの冬を避けるために、アルジェやエジプト各地に赴くことを好んだ。

### 1880年代: 国際的著名人
1878年にはマスネに敗れて涙を吞んでいたサン＝サーンスであったが、1881年に2度目の挑戦でフランス学士院に選任された。同年7月に彼と妻は休暇にオーヴェルニュの温泉町であるラ・ブルブールに向かった。7月28日に彼はホテルから姿を消し、数日後に妻は戻ることはないと告げる彼からの手紙を受け取ることになる。2人はこれを最後に2度と会うことはなかった。事実上の離婚である。マリー・サン＝サーンスは実家へ戻り、1950年にボルドー近郊にて95歳で生涯を終えた。以降、再び母と暮らすようになったサン＝サーンスは、妻との離婚手続きを取らず、再婚もしなければ、以降は女性と親密な関係となることもなかった。リーズは確たる証拠はないと述べるが、一部の伝記作家はサン＝サーンスが女性よりも男性により惹かれていたと考えている。子どもを失い結婚生活が破綻してからは、サン＝サーンスはフォーレとその妻マリー、そして彼らの2人の息子たちを次第に代わりの家族と見るようになり、子どもたちにとっては大好きな「おじさん」であった。マリーは彼にこう述べている。「私たちにとって貴方は家族の一員です。うちではあなたの話題がいつも出ています。」

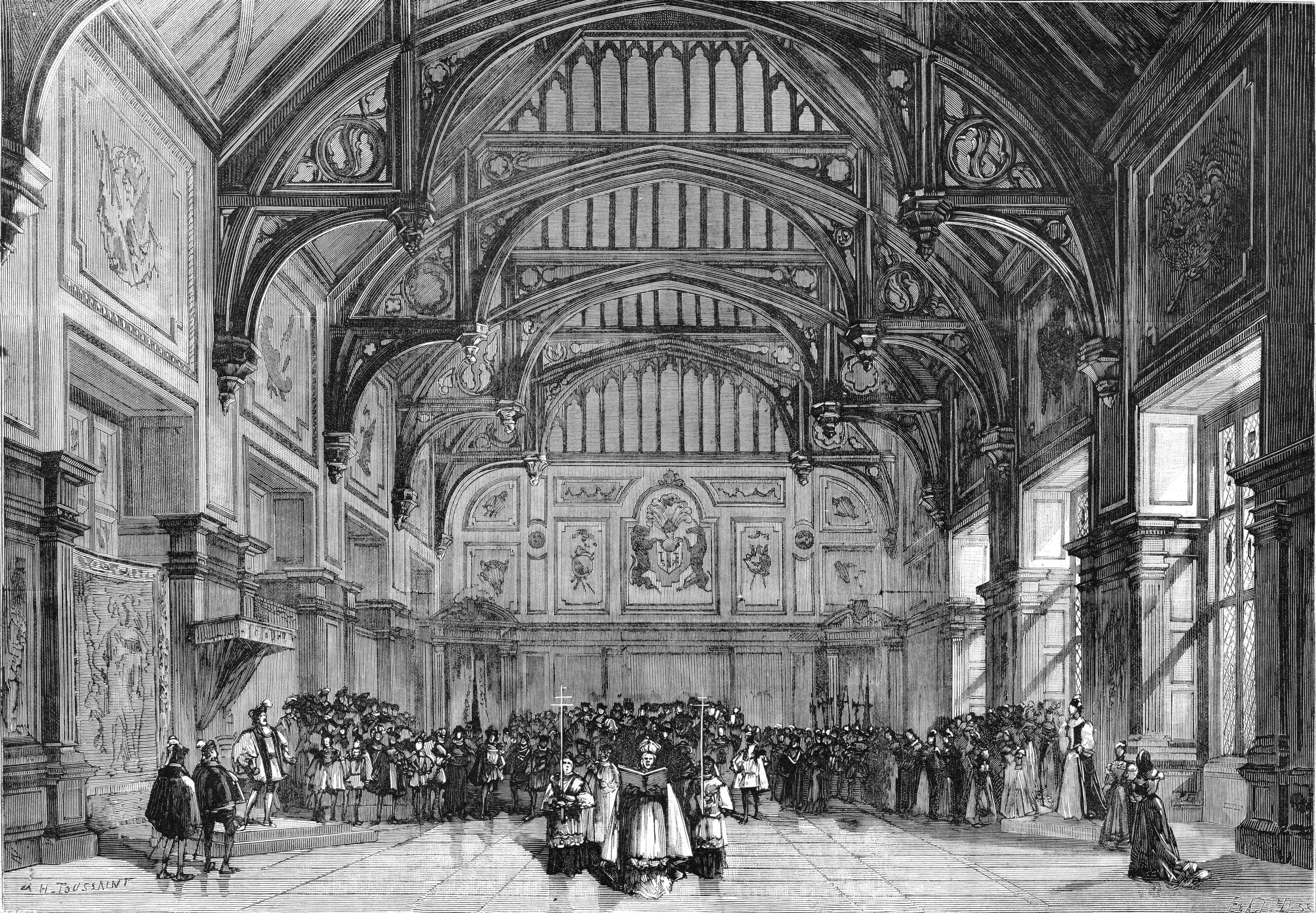
パリ・オペラ座での『ヘンリー八世』公演の様子。1883年。

1880年代にもサン＝サーンスはオペラ劇場での成功を求め続けていた。影響力の大きい音楽界の重鎮たちは、ピアニストやオルガニスト、交響曲作家が良いオペラを書けるはずがないという思想に凝り固まっており、仕事は一層難しいものであった。80年代のうちには2作のオペラが上演されており、ひとつめはパリ・オペラ座の委嘱で書かれた『ヘンリー八世』（1883年）であった。リブレットを選んだのは彼自身ではなかったが、通常は筆の走りが速く安易なきらいすらある作曲家であるサン＝サーンスが、16世紀のイングランドの雰囲気を説得力をもって捉えるべく通常は見せない努力を注いで総譜に取り組んだ。この作品は成功を収め、彼の生前に頻繁に再演された。1898年にロイヤル・オペラ・ハウスで上演された際のコメントとして『イーラ』紙は、フランスのリブレット作家はたいてい「イギリスの歴史をひどく滅茶苦茶にする」ものの、この作品は「オペラの筋書きとしては完全に見下げ果てたものではない」と評している。彼の作品に対する風当たりの強かったパリでも、この頃からはっきりと潮目が変わり始めた。

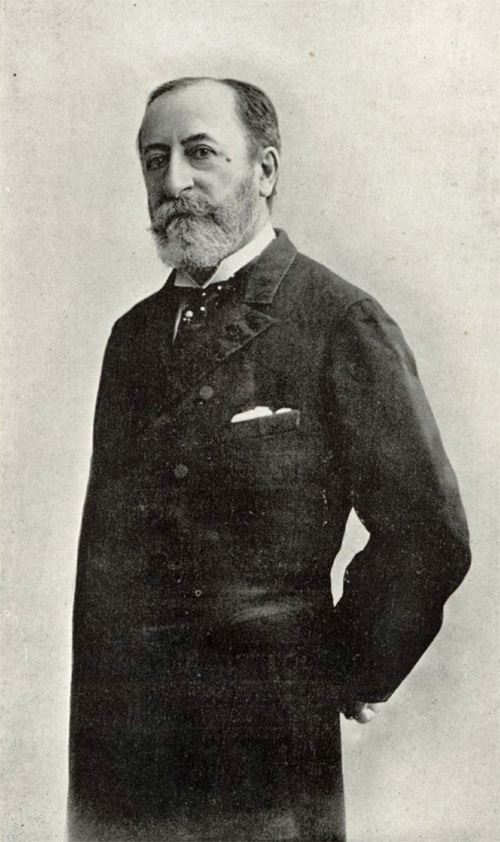
サン＝サーンス。1880年頃。

ヴァンサン・ダンディに先導される形で、国民音楽協会の自由な気風は、1880年代中盤にはフランクの弟子たちが好むワーグナー風の方法論へ独善的に固執する方向へ硬化していった。協会の多数を占めるようになっていた彼らは、フランスの作品に帰依する「ガリアの芸術」の精神を捨て去ることを模索していた。このワーグナー支持者らが国外の作品の演奏を主張し軋轢を生じており、これを看過できなかったビュシーヌとサン＝サーンスは1886年に辞表を提出する。長きにわたり、時に懐疑的なフランスの大衆にワーグナーの良さを力説してきたサン＝サーンスであったが、ドイツ音楽がフランスの若い作曲家に過剰な影響を与えているのではないかと憂慮するようになっていた。ワーグナーに対して募らせた警戒は、その音楽に加えてワーグナーの政治的国粋主義によっても等しく増強され、後年は強い敵意へと変貌したのであった。
1880年代にはサン＝サーンスはイングランドの聴衆の心を掴んでおり、同地では存命では最高のフランスの作曲家であると広く認知されていた。1886年にロンドンのロイヤル・フィルハーモニック協会からの委嘱で書かれた作品が、彼の最大の人気作、高い評価を受ける楽曲となった交響曲第3番『オルガン付き』である。ロンドンで行われた初演のコンサートで、サン＝サーンスは同交響曲の指揮者、そしてアーサー・サリヴァンが指揮するベートーヴェンのピアノ協奏曲第4番のソリストとして登場している。ロンドンにおけるこの作品の成功は凄まじく、翌年はじめに行われたパリ初演での熱狂的な歓迎はさらにそれを上回った。『サムソンとデリラ』からこの作品までが「もっとも独創的で最良の作品のうちいくつか」に数えられている。1887年にはその後、オペラ＝コミック座で「抒情劇」である『プロゼルピーヌ』が幕開けを迎えた。作品は好評を博して相当な上演回数を重ねていくものと思われたが、初演から数週間のうちに劇場が火災に見舞われて公演は流れてしまった。
1888年にサン＝サーンスの母が他界する。母の死による心痛で彼は抑鬱と不眠症を患い、自死を考えるまでとなった。パリを離れてアルジェに逗留し、散歩や読書をして1889年5月までには回復したが、作曲の筆を執ることはできなかった。

### 1890年代: 足踏みの時
1890年代のサン＝サーンスは余暇に多くの時間を取り、国外を旅するなどして過ごし、以前よりも作曲量も演奏頻度も減少していた。1893年にシカゴへ演奏に訪れる計画も白紙となった。喜劇『フリネ』（1893年）を作曲した他、ポール・デュカスと共同で1892年にこの世を去ったエルネスト・ギローが未完のまま遺したオペラ『フレデゴンド』（1895年）の補筆完成の仕事を請け負った。『フリネ』の評判は上々で、当時はグランド・オペラを好むようになっていたオペラ＝コミック座に更なるコミック・オペラの需要を生み出した。1890年代に書かれた少数の合唱作品や管弦楽曲は、大半が短い作品である。この時期に生まれたコンサート用の主要作品には単一楽章の幻想曲『アフリカ』（1891年）とピアノ協奏曲第5番がある。後者は彼の1846年のサル＝プレイエルでのデビューから50周年を記念した、1896年の演奏会で初演された。協奏曲の演奏に先駆けて、彼はこのイベントのために自らしたためた短い詩を朗読し、母の支えと世間の長きにわたる支援に賛辞を贈った。
1890年代にサン＝サーンスが出演した主要な演奏会として、1893年6月にケンブリッジ大学で開催されたものが挙げられる。ケンブリッジ大学音楽協会を代表してチャールズ・ヴィリアーズ・スタンフォードが出席したこの場では、サン＝サーンスとブルッフ、チャイコフスキー、アッリーゴ・ボーイトが演奏を行い、招待者全員に名誉博士号が授与された。サン＝サーンスはこの訪問を大層満喫し、カレッジのチャペルでの礼拝に好意的な言葉まで残している。「イングランドの宗教に課せられる要求は過剰なものではない。礼拝は非常に短時間で、主として良い音楽を聴くことで成り立っている。歌は極めて巧みであるが、それはイギリス人が優れた合唱隊であるからだ。」彼とイギリスの合唱の間の相互の敬意は生涯続き、彼の最後期の大規模作品となったオラトリオ『約束の地』は、1913年のスリー・クワイア・フェスティバルのために書かれることになる。

### 1900年–1921年: 晩年
10年の間、パリには定まった家を持たずに過ごしたサン＝サーンスであったが、1900年にかつて暮らしたフォーブール＝サントノレ通りからも遠くないクールセル通りにアパートを取得した。この家が彼の終の棲家となる。引き続き頻繁に国外旅行を行ったが、次第に旅行者としてよりもコンサートを開く頻度が増してきていた。再訪したロンドンではいつも歓迎される客人であり、ベルリンでは第一次世界大戦までは敬意をもって迎えられ、他にイタリア、スペイン、モナコやフランスの地方を訪れた。1906年と1909年にはピアニスト並びに指揮者としてアメリカ合衆国に演奏旅行で赴き、大きな成功を収めた。2度目にニューヨークを訪ねた際には、この時のために作曲した2群の合唱、管弦楽とオルガンのための詩篇第150篇『主をほめたたえよ』を初演している。

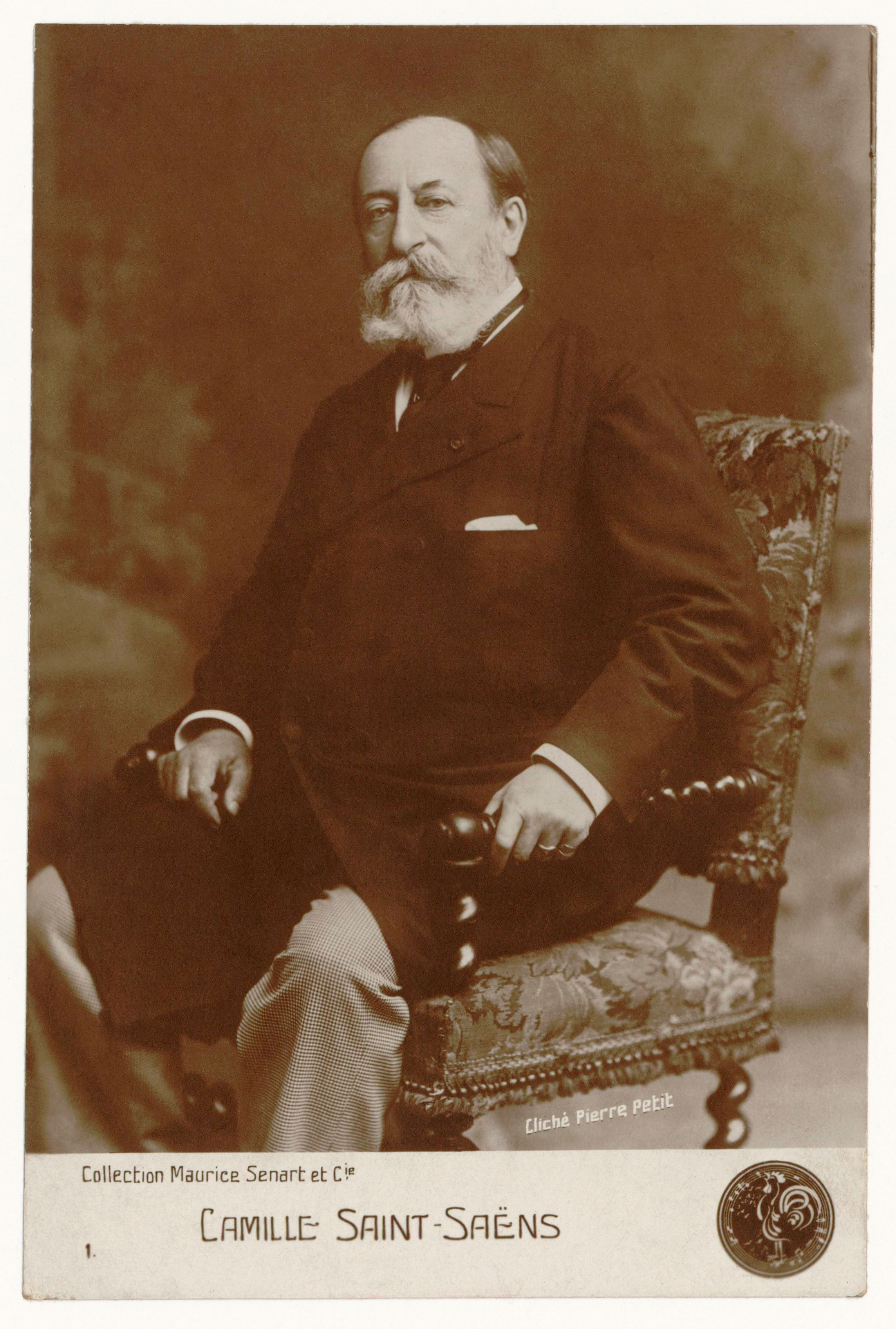
サン＝サーンス。ピエール・プティ撮影。1900年。

保守的音楽家として知られるようになっていたサン＝サーンスであったが、ガロワによると、1910年にミュンヘンに赴いてマーラーの交響曲第8番の初演に臨んだフランスの音楽家は、おそらく彼ひとりであったという。にもかかわらず、サン＝サーンスは20世紀に入ると最新の音楽への熱意の多くを失ってしまった。本人には隠そうと努力したものの、彼は自らが献呈を受けたフォーレのオペラ『ペネロープ』を理解できず、好んでもいなかった。1917年には、駆け出しの作曲家であったフランシス・プーランクは、ラヴェルがサン＝サーンスを天才と称えるのを聴いて拒否感を抱いている。この頃には様々な新しい音楽の潮流が生まれてきており、サン＝サーンスはそれらと相通ずるところを持たなかった。形式に対する古典的な潜在意識により、彼は自分にとって無形式に見えるものや、ドビュッシーに代表される印象主義音楽と衝突を起こすことになる。無調音楽にも否定的で、アルノルト・シェーンベルクの十二音技法もサン＝サーンスには魅力的に映らなかった。
古い規則に対して、時間や経験の自然な表現である新たな原理を追加していく可能性はもはや存在せず、あるのは単純にあらゆる規則、全ての規制を廃することだけである。「誰もが自分自身のルールを作らねばならない。音楽は自由であり、その表現の権利の中では制限を課せられない。完璧な和音も、不協和音も、間違った和音もない。どんなに厚く重ねられた音符にも正当性がある。」こんなものが、確信をもって「趣味の進化」と呼ばれている。
このような保守的な見方をしていたサン＝サーンスは、斬新さがあると持て囃されていた20世紀初頭のパリの音楽界に賛同することができず、そして追従することができなかった。しばしば語られるのは、彼が1913年に行われたヴァーツラフ・ニジンスキーとイーゴリ・ストラヴィンスキーによる『春の祭典』に憤慨して会場を立ち去ったという逸話である。ストラヴィンスキーによると、実はサン＝サーンスはその時には出席しておらず、翌年に行われた演奏会形式での実演を聴いてストラヴィンスキーは気が狂っているという見解をはっきり表明したのだという。

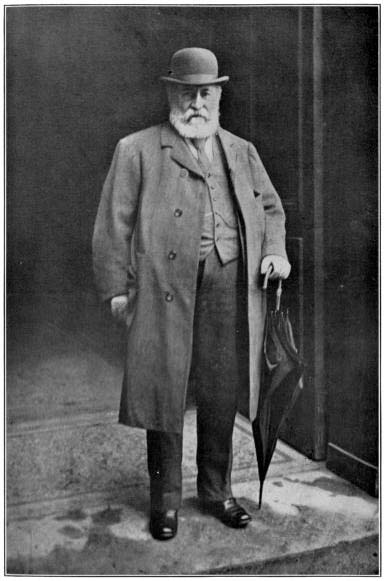
サン＝サーンス。1919年。

第一次世界大戦中に、サン＝サーンス率いるフランスの音楽家の一団はドイツ音楽のボイコットを組織しようとした。フォーレとメサジェはその思想に与しなかったが、ここでの不一致がかつての師との友好関係に悪影響を及ぼすことはなかった。彼らは自らの友人が行き過ぎた愛国主義により愚かに見られてしまう危険があること、並びにサン＝サーンスが台頭する若手作曲家を公然と非難する傾向を強めていることとを個人的に危惧していたのである。ドビュッシーの『白と黒で』（1915年）を断罪した文句は次のようなものであった。「こたる暴虐を働きうる男に対してはいかなる代償をもってしても学士院の門を閉ざさねばならない。こんなものはキュビストの絵画の隣にでも飾っておけ。」ドビュッシーをフランス学士院の会員候補から除外するという彼の決定は維持されることになり、ドビュッシーの支持者からは強い義憤が生まれた。『6人組』の新古典主義に対する反応も同様に容赦のないものだった。ダリウス・ミヨーが多調を用いて作曲した交響的組曲『プロテー』に関するコメントは「幸運にも、フランスにはまだ精神異常者の収容施設がある」というものだった。
サン＝サーンスは1913年にパリで開いた演奏会をさよなら公演にしようと考えていた。しかし戦争の勃発によりこの引退は間もなく撤回され、フランスや各地で多くの公演を行って戦争義援金のための資金を調達した。彼はドイツの潜水艦の脅威があったにもかかわらず、この活動のために大西洋を横断している。
1921年11月、サン＝サーンスは学士院で多くの招待客を前に演奏を披露した。彼の演奏は以前と変わらず生き生きとして正確で、86歳の男性として人としての振る舞いも賞賛すべきものであったと評されている。ひと月後にパリを発ってアルジェに向かい、長年慣れ親しんできた同地で冬の寒さを逃れようと考えていた。1921年12月16日、前触れのない心臓発作に襲われたサン＝サーンスはアルジェにて息を引き取った。亡骸はパリへ運び戻され、マドレーヌ寺院で国葬が執り行われた。その後、モンパルナス墓地へ埋葬されている。フランスの政治分野、芸術分野から名士らが弔問に訪れる中、目立たない場所で深くベールを被って、1881年以降一度も彼に会うことのなかった未亡人のマリー＝ロールがいたという。

## 人物像
音楽家として、作曲家、ピアニスト、オルガニストとして活躍する一方、少年のころからフランス古典やラテン語を学んだほか、詩、天文学、生物学、数学、絵画などさまざまな分野に興味を持ち、その才能を発揮した。文筆家としての活動は多岐にわたり、1870年代以降は音楽批評家として多くの記事を書いているほか、哲学的な著作、一定の成功を収めた詩や戯曲などを残しており、自作の詩による声楽作品も少なからず存在する。
旅行好きとしても知られ、1873年に保養のためアルジェリアに滞在して以来頻繁に北アフリカを訪れたほか、スペインや北欧、カナリア諸島、南北アメリカ、セイロン、サイゴンなどにも足を伸ばしている。異国風の音楽は、『アルジェリア組曲』やピアノ協奏曲第5番『エジプト風』など多くの作品に取り入れられている。
その辛辣で無頓着な言動は人々の良く知るところであり、音楽院時代のアルフレッド・コルトーがピアノを学んでいると名乗ったのに対して「大それたことを言ってはいけないよ」と答えた逸話が残っている。対して、サン＝サーンスが称賛したピアノの生徒にはレオポルド・ゴドフスキーがいる。

## 音楽

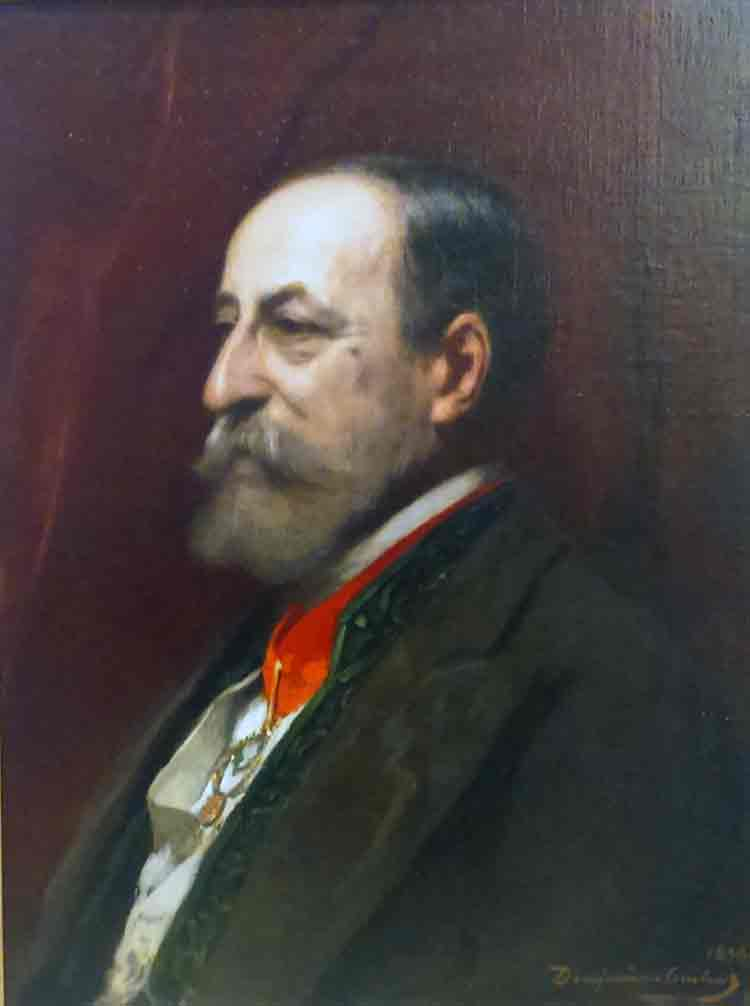
サン＝サーンスの肖像。ジャン＝ジョセフ・バンジャマン＝コンスタン画。1898年。

20世紀の初頭、『ニューグローヴ世界音楽大事典』に匿名の著者が次のように記している。
サン＝サーンスは完成された作曲の達人であり、芸術に秘められた秘密や力について彼ほどの深い知識を有しているものはいない。しかし、その創作の才は職人としての技術力についていけていない。比類なき彼のオーケストレーションの才能のおかげで救済されている着想たちは、その能力なしには粗削りで平凡なものであったことだろう（中略）彼の作品は最も広い意味で大衆人気を獲得するに足るほどには陳腐さを回避している一方、心情の誠実さと温かさが大衆の心を捉えるほどに説得力を持つかといえばそうではない。
「モーツァルトとハイドンの精神で」育ったサン＝サーンスは、バッハやベートーヴェンの作品にも精通し、若い時期にはメンデルスゾーンやシューマンに影響を受けている。バロック音楽にも通じ、リュリ、シャルパンティエ、ラモーらの作品の校訂に携わったほか、クラヴサンの復興にも関わった。彼の80歳を記念して書かれたプロフィールに、評論家のD.C.パーカーは次のように書いている。「サン＝サーンスがラモー（中略）バッハ、ヘンデル、ハイドン、モーツァルトを知っていることは、彼の作品に親しんでいる者全員に明白であるに違いない。古典の巨人に対する愛情と共感が、いわば彼の芸術の基礎を形作ったのである。」その一方で、彼の音楽は「本質的にフランス的なもの（...）を表現している」とされ、ロマン・ロランはサン＝サーンスを「古典的フランス精神のただ一人の代表者」と評している。ノルベール・デュフルクはサン＝サーンスの美学を「厳密な設計、明晰な構築、論理的な展開、節約された線的・和声的手段」と表現した。こうした美学は生涯を通して大きく変わることはなかった。
前半生では、当時先進的とされたシューマンやリストの作品を積極的に擁護し、「現代音楽家」、革命家とみなされていた。「形式の最大限の可変性」を求め、リストの確立した交響詩の形式をフランスにいち早く持ちこんだ。一方、ワーグナーを早くから擁護する一人でもありながら、のちにフランスに広がったワグネリズムには否定的な立場をとるようになった。
当時のフランスでは新作が冷遇されていた、交響曲や室内楽曲、協奏曲といった分野にも多くの作品を残したことは重要である。国民音楽協会の開設とあわせ、これらの作品によって彼はフランス音楽史へ大きな足跡を残した。協奏曲においては形式面や、独奏と管弦楽との関係において多くの実験を行い、フランスにおけるこのジャンルに重要な貢献をもたらした。
晩年にはその作風はすでに保守的とみなされるようになっていた。1910年にサン＝サーンスは、「私は最初の頃は革命家と言われた。しかし私の年齢になるとただ先祖でしかあり得ない」と書簡に記している。近代音楽には押しなべて批判的であったサン＝サーンスであったが「近代の和声が基づいている調性は死の苦しみにある。（...）古代の旋法が登場するであろう。そしてそれに続いて無限の多様性をもった東洋の旋法が音楽に入り込むであろう。（...）そこから新しい芸術が生まれるであろう」とも述べており、『動物の謝肉祭』の「水族館」や、幻想曲 作品124、7つの即興曲 作品150など、印象主義音楽の語法に接近した作品も残している。また、晩年の作品ではピアノの書法が線的で軽くなるとともに木管楽器への偏重、遠隔的な和音進行や旋法終止の増加といった特徴がみられ、第一次世界大戦以降の世代の作曲家の美学（新古典主義音楽）と共通する点があると指摘されている。

### 管弦楽曲
1955年の『レコード・ガイド』で著者のエドワード・ザックヴィル＝ウェストとデズモンド・ショー＝テイラーは、サン＝サーンスの華麗な音楽家精神は「オペラの他にも音楽の形式があるのだという事実に対し、フランスの音楽家たちの注意を引き付けることに役立」ったと書いている。2001年版の『グローヴ事典』の中で、ラトナーとダニエル・ファロンはサン＝サーンスの管弦楽曲を分析して、番号なしの交響曲 イ長調（1850年頃）を習作期の最も野心的な作品に位置付けている。成熟後の作品としては、交響曲第1番（1853年）が真剣かつ大規模な楽曲で、シューマンの影響を見出すことが出来る。交響曲『首都ローマ』はいくらか後退しており、楽器法の巧みさは減じられて「厚ぼったく重々しい」効果となっている。ラトナーとファロンは交響曲第2番（1859年）を賞賛しつつ、作曲者のフーガ書法への精通を示すパッセージを有し、管弦楽の省力化と構造の融合の好例であると述べる。最も有名な交響曲第3番（1886年）には、珍しくピアノとオルガンに目立った割り当てがある。曲はハ短調で開始して荘厳なコラール調のハ長調で終結する。4つの楽章は2組に分割されており、これは特にピアノ協奏曲第4番（1875年）やヴァイオリンソナタ第1番（1885年）など、他でも用いられた方法であった。曲中ではリストの様式に則った主題変容により繰り返し現れる「モチーフ」が処理されており、作品はリストの想い出へと捧げられている。

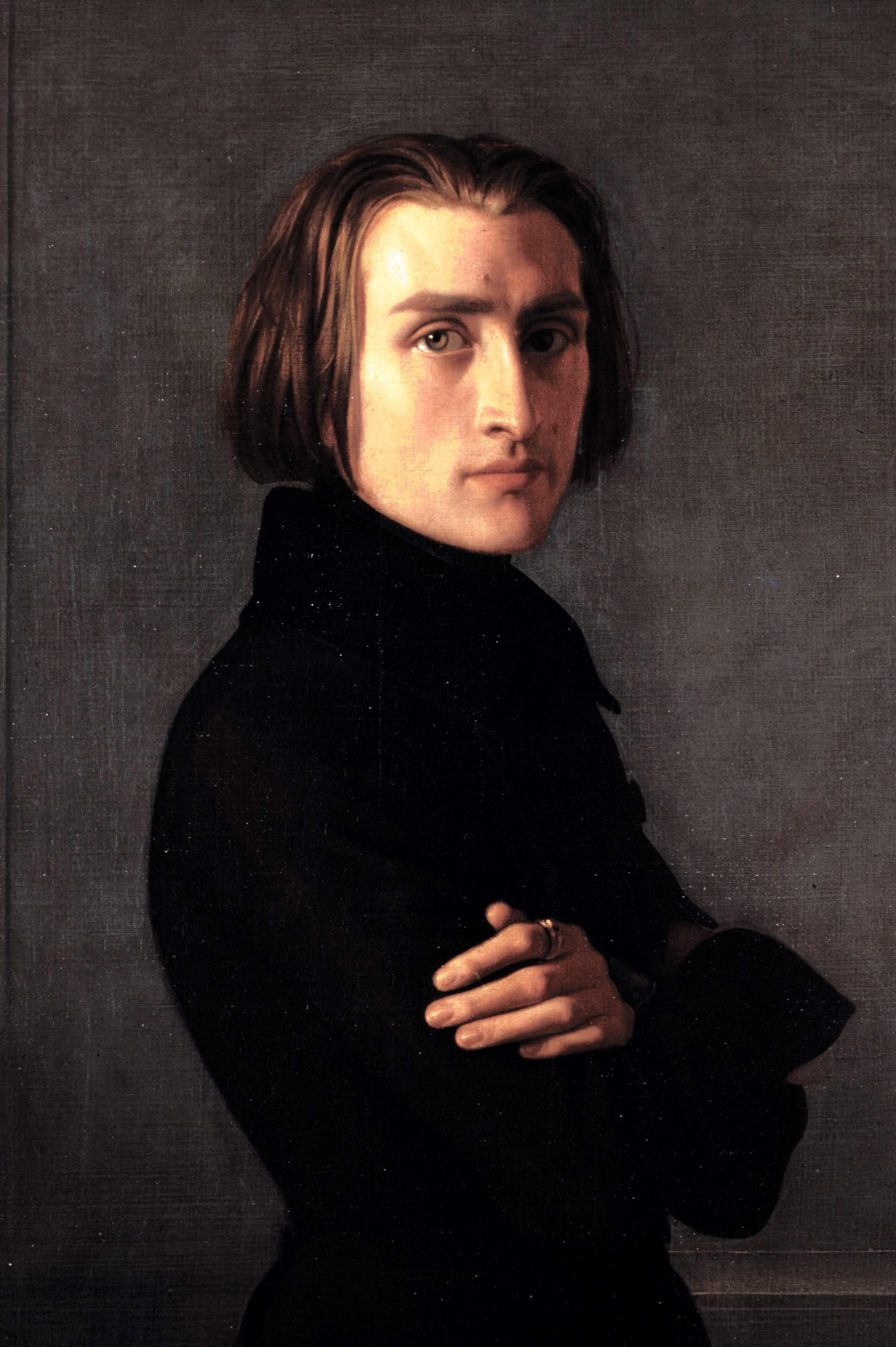
フランツ・リスト。1839年。サン＝サーンスはリストが創始した交響詩形式を自らの創作に取り入れた。

4曲あるサン＝サーンスの交響詩はリストの型に則っているものの、リストが陥りがちであった「粗野な騒々しさ」は持ち合わせていないと、ザックヴィル＝ウェストとショー＝テイラーは考えている。4作品の中で最も人気が高いのは、真夜中に踊る骸骨を描写した『死の舞踏』（1874年）である。概してサン＝サーンスの管弦楽的効果は異国風の楽器法ではなく巧みな音色の調和によってもたらされるが、この作品においてはガラガラ音を立てる骸骨の踊り子たちを象徴するシロフォンが目立って取り上げられている。『オンファールの糸車』（1871年）は恐ろしいパリ・コミューンの直後の作曲であるが、その軽妙さと繊細なオーケストレーションからは直近の悲劇の影は感じられない。リーズは『ファエトン』（1873年）が交響詩の中で最良の作品であると考えている。この楽曲はギリシア神話のパエトーンと彼の運命の描写に触発される形で、旋律に無関心であったと公言した作曲者の言葉に背く作品である。初演当時の評論家は異なる見方をしており、曲に霊感を与えたギリシア神話の荒々しい馬が駆けてくる様子というより、「モンマルトルで貸し馬が立てる騒音」に聞こえると述べている。最後の交響詩『ヘラクレスの青年時代』（1877年）は4曲の中で最も野心的な作品となっており、ハーディングの唱えるところではそれが故に一番の失敗作となってしまった。これらの管弦楽曲は、評論家のロジャー・ニコルズの見立てによれば、印象的な旋律、確固たる構成、忘れがたい管弦楽法が一体となり「フランス音楽の新たな基準となり、ラヴェルのような若い作曲家を鼓舞することになった」という。
サン＝サーンスは1幕のバレエ『ジャヴォット』（1896年）、映画音楽『ギーズ公の暗殺』（1908年）、そして1850年から1916年にかけて12の舞台作品に付随音楽を作曲している。そのうち3作品はモリエールとラシーヌの復刻のために書かれており、サン＝サーンスがフランスのバロック音楽に有していた深い造詣を反映し、リュリやシャルパンティエの楽曲が引用されている。

### 協奏曲
サン＝サーンスはフランスの大作曲家としては初めてピアノ協奏曲を作曲した人物である。ピアノ協奏曲第1番 ニ長調（1858年）は伝統的な3楽章形式でありあまり知られていないが、第2番 ト短調（1868年）は彼の作品中でも有数の人気を誇る。この作品では形式面で実験が行われており、第1楽章へ習慣的なソナタ形式に代えて散文的な構造を据え、荘厳なカデンツァで開始させた。第2楽章はスケルツォ、終楽章はプレストとなっている。この対比に関して、ピアニストのジグムント・ストヨフスキは曲が「バッハのように始まり、オッフェンバックに終わる」とコメントしている。ピアノ協奏曲第3番 変ホ長調（1869年）にも威勢の良い終楽章が付されているが、先行楽章は古典的色合いが濃く、明瞭なテクスチュアに優雅な旋律線が付き従う。第4番 ハ短調（1875年）はおそらく第2番の次によく知られるピアノ協奏曲である。2つの楽章から成るがそれぞれが2つの小部分から構成されており、他のピアノ協奏曲には見られない主題の統一性を有している。一部の文献では、グノーがサン＝サーンスを「フランスのベートーヴェン」と称したのはこの作品に感銘を受けてのことだったという（交響曲第3番によるものであったとする文献もある）。第5番にして最後となったピアノ協奏曲は、1896年作曲のヘ長調で、前作からは20年以上が経過しての作曲であった。この作品は『エジプト風』協奏曲として知られる。ルクソールで冬の間を過ごした際に書かれ、ナイル川の船乗りが歌っていた唄が取り入れられている。
チェロ協奏曲第1番 イ短調（1872年）は活発ながらも深刻な作品となっており、連続した1楽章制で最初の部分は通常になく荒れ狂う。チェロのレパートリーの中では最大級の人気を獲得した協奏曲であり、パブロ・カザルスや後の奏者らに大層好まれてきた。第2番 ニ短調（1902年）は、ピアノ協奏曲第4番同様に2つの楽章で構成され、そのそれぞれが2つの異なる部分に分割されている。前作に比べて純粋な技巧性が高まっており、サン＝サーンス自身がフォーレに対し、この作品は難しすぎるために第1番の様には人気を獲得しないだろうと述べたほどである。ヴァイオリン協奏曲には3作品がある。ひとつ目の作品は1858年に作曲されることになったものの出版が1879年となったため、第2番 ハ長調と呼ばれることになる。第1番 イ長調も同じく1858年に完成された。これは314小節からなる短い作品で、演奏時間は15分に満たない。第2番は伝統的な3楽章の協奏曲形式を取り、第1番の2倍の演奏時間を要するが、3曲の中で最も顧みられていない。作曲者の作品主題別カタログには、彼の生前にわずか3回の演奏の記録しか挙げられていないほどである。ヴァイオリン協奏曲第3番 ロ短調はパブロ・デ・サラサーテのために書かれた作品で、ソリストにとっては技巧的な要求が大きいが、ヴィルトゥオーソ風のパッセージの間に田園風の静けさを挟むことで均衡がとられている。第3番はある程度の差をつけて3つのヴァイオリン協奏曲で最大の人気曲となろうが、サン＝サーンスがヴァイオリンと管弦楽のために書いた協奏的作品で最も知られるのは、おそらく『序奏とロンド・カプリチオーソ』 イ短調 作品28だろう。1863年にやはりサラサーテのために作曲された、単一楽章の作品である。曲は痛切で張り詰めた開始から気取った主要主題へと移り変わる。評論家のジェラルド・ラーナーはこの主題をほのかに毒気があると表現し、こう続ける。「重音奏法のカデンツァの後に（中略）独奏ヴァイオリンは息もつかせぬ疾走で、コーダを抜けてイ長調の幸せな終結まで駆け抜ける。」

### オペラ

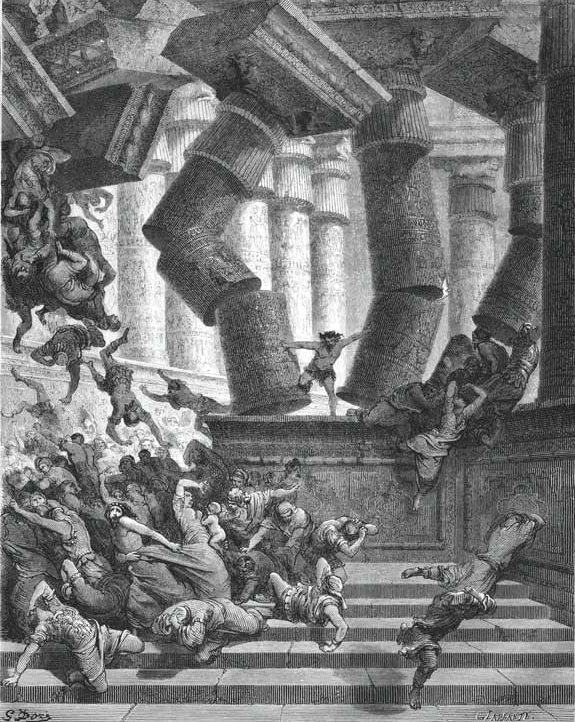
『サムソンとデリラ』より、崩れ落ちるペリシテ人の寺院。ギュスターヴ・ドレ画。

デュカスと協力して行ったギローの未完作品『フレデゴンド』の補筆完成を除くと、サン＝サーンスは12のオペラを作曲しており、うち2つがオペラ・コミックである。作曲者の生前には『ヘンリー八世』（1890年）がレパートリー入りしており、死後には『サムソンとデリラ』のみが定期的に上演されている。一方、ショーンバーグによると専門家は『アスカニオ』（1890年）をずっと優れた作品であると考えているという。評論家のロナルド・クリクトンは、サン＝サーンスは彼の経験と音楽的技能の割には、「劇場の獣としての『嗅覚』、例えば他の音楽形式では彼に劣るマスネが持ち合わせていたものを欠いていた」と記している。2005年の研究で、音楽学者のスティーヴン・ヒュブナーはこの2人を対比している。「サン＝サーンスにはマスネの様に芝居がかっているような時間がなかったのは明らかだ。」サン＝サーンスの伝記作家であるジェームズ・ハーディングは、サン＝サーンスが気楽な作品をもっと作ろうとしなかったことが悔やまれると述べる。それは、ハーディングが「軽妙なフランスの筆致の」サリヴァンのようだと評する『黄色い王女』の路線の作品のことである。
サン＝サーンスのオペラは大半が顧みられないままとなっているが、クリクトンはそれらが「マイアベーアと1890年代初期のシリアスなフランスオペラを繋ぐ架け橋」であるがゆえ、フランスのオペラ史の中で重要な位置にあると述べる。彼の見立てによると、サン＝サーンスのオペラ書法には、概して彼のその他の音楽にもある長所と短所があるという。「清澄なモーツァルト風の透明性、内容よりも形式に重きを置く姿勢（中略）感情的には乾いており、新たに生み出すものは時おり浅薄、しかし職人業は非の打ち所がない。」様式的には様々なものが取り入れられている。マイアベーアからは作品の中の演技に合唱を効果的に用いる術を得ている。『ヘンリー8世』にはロンドンで研究したテューダー朝の音楽が組み込まれ、『黄色い王女』には東洋的な五音音階が使われる。ワーグナーからはライトモティーフを取り込んだが、マスネ同様にその使用は控えめであった。サン＝サーンスはオペラの通作に関する限りではマスネよりも保守的であり、離散的なアリアや重唱を好むことが多く、各々の歌の中でテンポ変化は少なかったとヒュブナーは考えている。アラン・ブライスはオペラの録音を調査して、次のように書いている。サン＝サーンスが「ヘンデル、グルック、ベルリオーズ、『アイーダ』のヴェルディ、そしてワーグナーから多くを学んだのは間違いない。しかし、これらの優れた模範から彼は自分自身のスタイルを造り上げたのである。」

### その他声楽作品

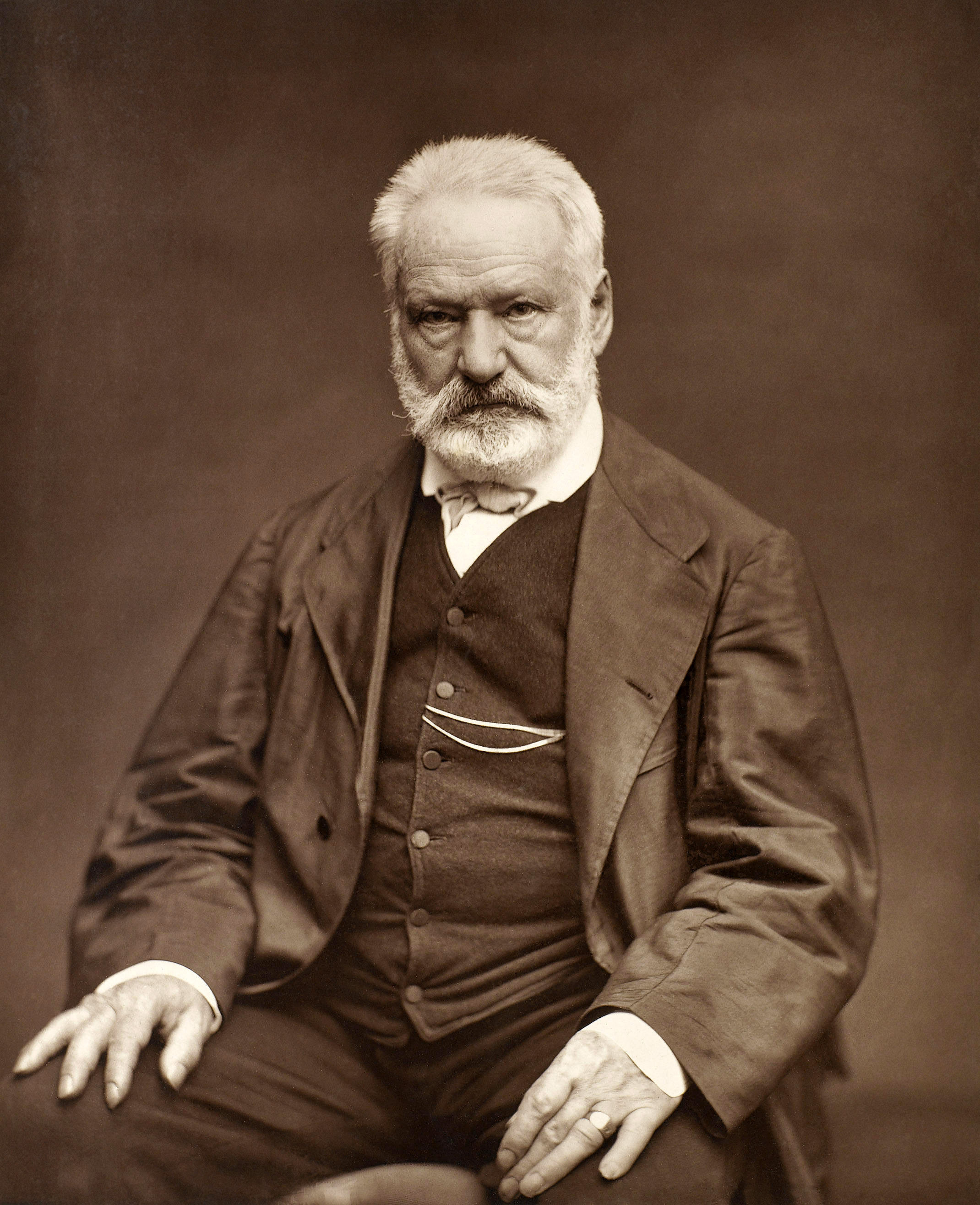
ヴィクトル・ユーゴー。1876年。

6歳からその後生涯にわたってサン＝サーンスは歌曲を作曲し続け、その数は140曲以上にのぼる。彼は自分の歌曲作品を完全なる典型的フランス調であると考えており、シューベルトや他のドイツ・リートからの影響を否定していた。庇護したフォーレやライバルのマスネとは異なり、彼は連作歌曲に惹かれることはなく、長いキャリアの中でわずかに2作品『ペルシャの歌』（1870年）と『赤い灰』（1914年、フォーレに献呈）のみを遺している。最も頻繁に詩を選んだ詩人はヴィクトル・ユーゴーであったが、アルフォンス・ド・ラマルティーヌ、ピエール・コルネイユ、アマブル・タスチュらの詩も用いており、8曲には自ら詞を書いている。音楽以外の多彩な才能のひとつとして、彼はアマチュアの詩人でもあったのである。言葉に合わせた音を選ぶことに非常に敏感であったサン＝サーンスは、若い作曲家だったリリ・ブーランジェに対し、効果的に歌曲を書くには音楽の才能だけでは十分ではなく、「フランス語を徹底的に研究しなければならない。それが欠かせないことだ」と説いている。歌曲の大半はピアノ伴奏による形で書かれたが、『ナイル川の日の出』（1898年）と『平和の讃歌』（1919年）などの一部の作品は管弦楽伴奏で書かれている。彼の曲の付け方、韻文の選択は形式の点で伝統に則った形となっており、ドビュッシーなど後の世代のフランスの作曲家による、自由な韻律と形式にとらわれない構造とは対照的である。
サン＝サーンスはモテットからオラトリオに至るまで、60作品を超える宗教的声楽曲を作曲している。大規模作品にはレクイエム（1878年）やオラトリオの『ノアの洪水』（1875年）や『約束の地』（1913年）があり、後者にはハーマン・クラインが英語のテクストを書いた。彼はイギリスの合唱団と関りを持っていたことを誇りとしており、「ひとは、ずば抜けて優れたオラトリオの本場で認められたいと思うものだ」と述べている。数は少ないながら世俗的合唱作品も書いており、無伴奏合唱もあれば、ピアノ伴奏やフル・オーケストラ伴奏の楽曲もある。合唱曲を書くにあたり、サン＝サーンスはヘンデル、メンデルスゾーンなどの過去の巨匠こそを範としなければならないと考え、伝統に重きを置いていた。クラインの見立てではこの方向性は時代遅れであり、サン＝サーンスがオラトリオという形式の扱いを熟知していたことが、彼のこの分野での成功にとって足かせとなったという。

### 鍵盤楽曲
有名ピアニストであったサン＝サーンスは生涯を通じてピアノ曲を書き続けたが、「興味深いことに彼の作品中、この部分はあまり名を残していない」とニコルズはコメントしている。ただし、ニコルズは練習曲（1912年）がいまだに左手の技巧を誇示したいピアニストを惹きつけていると考えており、例外扱いとしている。サン＝サーンスは「フランスのベートーヴェン」と呼ばれ、『ベートーヴェンの主題による変奏曲』 変ホ長調（1874年）は彼のピアノのみの楽曲で最大の作品となっているが、ピアノソナタを作曲してこの先人に倣うことはしなかった。構想すらされたことがあるのか定かではない。曲集としてはバガテル集（1855年）、練習曲集（3集、1877年、1899年、1912年）、フーガ集（1920年）があるものの、サン＝サーンスのピアノ作品は小品ばかりである。各々メンデルスゾーンとショパンによって確立された無言歌（1871年）やマズルカ（1862年、1871年、1882年）といった形式に加え、『イタリアの思い出』（1887年）、『夕べの鐘』（1889年）、『イスマイリアの思い出』（1895年）といった描写的な作品も書いている。
長くオルガニストの職を務めながら、気乗りせず作品を遺さなかった弟子のフォーレとは異なり、サン＝サーンスはオルガン独奏のための楽曲を少々ながらも発表している。教会での礼拝のために書かれた作品には『Offertoire』（1853年）、『祝婚曲』（1859年）、『Communion』（1859年）などがある。マドレーヌ寺院を離れた1877年以降からはさらに10曲をオルガンのために書いており、2つある『プレリュードとフーガ』（1894年、1898年）など、大半は演奏会用となっている。初期作品にはハーモニウムもしくはオルガンのいずれでも演奏できるように書かれたものもあったが、前者をまず念頭に置いた楽曲もわずかとはいえ存在する。

### 室内楽曲
サン＝サーンスは1840年代から晩年に至るまでの間、40を超える室内楽曲を作曲した。このジャンルでの最初の大作としてはピアノ五重奏曲（1855年）が挙げられる。これは明快かつ自信に満ちた作品で、活発な楽章に挟まれる形で配置される緩徐楽章にはコラール風、そしてカンタービレの2つの主題が用いられている。七重奏曲（1880年）はトランペット、2つのヴァイオリン、ヴィオラ、チェロ、コントラバス、ピアノという特殊な編成となっており、17世紀のフランスの舞踏形式に依拠した新古典的な作品である。この作品の作曲期間は、サン＝サーンスがラモーやリュリなどのバロックの作曲家の作品の、新エディションを準備していた時期に重なっており、この曲および複数の「組曲」ではバロック期の舞曲形式へのいち早い興味が示されている。さらにフルート、オーボエ、クラリネットとピアノのための『デンマークとロシアの歌による奇想曲』（1887年）、ヴァイオリン、チェロ、ハーモニウムとピアノのための『舟歌』（1898年）という例からも、サン＝サーンスが時に王道を外れた編成を用いることがかわる。
ラトナーの考えでは、サン＝サーンスの室内楽曲で最も重要なのはソナタである。ピアノ伴奏で計7曲、ヴァイオリンのために2曲、チェロのために2曲、オーボエ、クラリネット、ファゴットのために1曲ずつがある。ヴァイオリンソナタ第1番は1885年の作品で、『グローヴ音楽事典』はこの作品を作曲者の最上級、そして指折りの特徴を有するものに位置付けている。第2番（1896年）はサン＝サーンス作品の様式的変化を示しており、ここで聞かれる軽さ、透明さの増したピアノの音色は、以降の音楽の特色となっていくものである。チェロソナタ第1番（1872年）は、30年以上前に彼にピアノの演奏を教えた大おばの死後すぐに書かれた。この曲は深刻な作品となっており、技巧的なピアノ伴奏の上でチェロが主要な主題素材を保持する。フォーレはこの作品を世界中で唯一の、あらゆる点で重要なチェロソナタであると呼んだ。第2番（1905年）は4楽章構成で、スケルツォに主題と変奏を置くという珍しい特徴を持っている。
木管楽器のためのソナタはサン＝サーンス最後の作品群で、独奏の機会を得にくいこれらの楽器のレパートリーを拡充しようという取り組みの一環であった。サン＝サーンスは1921年4月15日に友人のジャン・シャンタヴォワーヌに宛てた手紙の中で次のように打ち明けている、「金を稼げないため不人気な楽器の演奏を聴いてもらえるよう、今、最後の力を注いでいます。」ラトナーはこれの作品について「飾り気のない、心に訴える、古典的な音、記憶に残る旋律、そして見事な楽曲構造がこれら新古典的主義運動の金字塔を際立たせている」と評する。ガロワはオーボエソナタについて、アンダンティーノの主題で旧来の古典的ソナタのように開始し、中央部分には豊かで色彩溢れるハーモニーがあり、モルト・アレグロの終楽章はタランテラの形式で繊細さ、ユーモア、魅力に満ちている、と述べている。ガロワにとっては3曲の中でクラリネットソナタが最も重要で、彼はこれを「茶目っ気、気品、思慮深いリリシズムに溢れた傑作」であって、「その他の総まとめ」となるに至っているとする。この作品では緩徐楽章の「悲しみを湛えた挽歌」が、18世紀の様式を彷彿とさせる終楽章の「4/4拍子のピルエット」と対比されている。またガロワはファゴットソナタを「透明さ、生命力、軽妙さ」の模範であると呼び、ユーモラスな筆致を内包しつつも穏やかな瞑想の瞬間もあるとする。サン＝サーンスはさらにコーラングレのためのソナタを作曲する意思を示していたが、これは実現しなかった。
サン＝サーンスの最も有名な作品である『動物の謝肉祭』（1887年）は、一般的な室内楽曲からはかけ離れているものの、11人の奏者のために書かれており、『グローヴ音楽事典』では室内楽曲の一部に分類されている。『グローヴ音楽事典』はこの作品について「彼の最も喜劇要素の強い作品であり、オッフェンバック、ベルリオーズ、メンデルスゾーン、ロッシーニ、そして彼自身の『死の舞踏』と7曲の流行歌をパロディにしている」と評する。この曲の軽薄さが真面目な作曲家としての自分の名声を傷つけることを懸念したサン＝サーンスは、自らの存命中に本作を演奏することを禁じていた。

### 録音
サン＝サーンスは音楽録音の分野の先駆者だった。1904年6月にロンドンのグラモフォン・カンパニーはプロデューサーのフレッド・ガイズバーグを送り、サン＝サーンスの演奏を録音している。『アスカニオ』と『サムソンとデリラ』からアリアを歌うメゾソプラノのメイリアンヌ・エグロンの伴奏者としての演奏、またピアノ協奏曲第2番の編曲（管弦楽なし）の断片などの自作のピアノ曲の演奏であった。サン＝サーンスは1919年に同社でさらに録音を制作している。
LPレコードの初期には、サン＝サーンスの作品は不揃いな形で音盤に収められていた。『The Record Guide』（1955年）は、様々な版の『死の舞踏』、『動物の謝肉祭』、『序奏とロンド・カプリチオーソ』、その他の短い管弦楽曲に並んで、交響曲第3番、ピアノ協奏曲第2番、チェロ協奏曲第1番の録音を一つずつ挙げている。20世紀終盤から21世紀初頭には、その作品の多くがLPレコード、そしてその後CD、DVDの形で発売された。2008年の『ペンギン・ガイド』はサン＝サーンス作品の録音に10ページを割いており、協奏曲、交響曲、交響詩、ソナタ、四重奏曲の全曲を網羅している。さらに初期のミサ曲やオルガン曲集、合唱曲集も取り上げられている。1997年には27曲のサン＝サーンスの歌曲集の録音が発売されている。
『サムソンとデリラ』を除くと、オペラの録音はまばらである。1992年に『ヘンリー8世』の録音がCDとDVDで刊行された。『エレーヌ』は2008年にCDで発売された。『サムソンとデリラ』にはコリン・デイヴィス、ジョルジュ・プレートル、ダニエル・バレンボイム、チョン・ミョンフンらの指揮者によって、複数の録音が行われている。

## 栄誉と評価
サン＝サーンスは1867年にレジオンドヌール勲章のシェヴァリエに叙され、1884年にオフィシエに昇級、1913年にグラン・クロワに昇級を果たした。海外の栄典には1902年のイギリスロイヤル・ヴィクトリア勲章（CVO）、ケンブリッジ大学の名誉博士号（1893年）、オックスフォード大学の名誉博士号（1907年）がある。さらに1901年にはドイツのヴィルヘルム2世からプール・ル・メリット勲章を授与された。

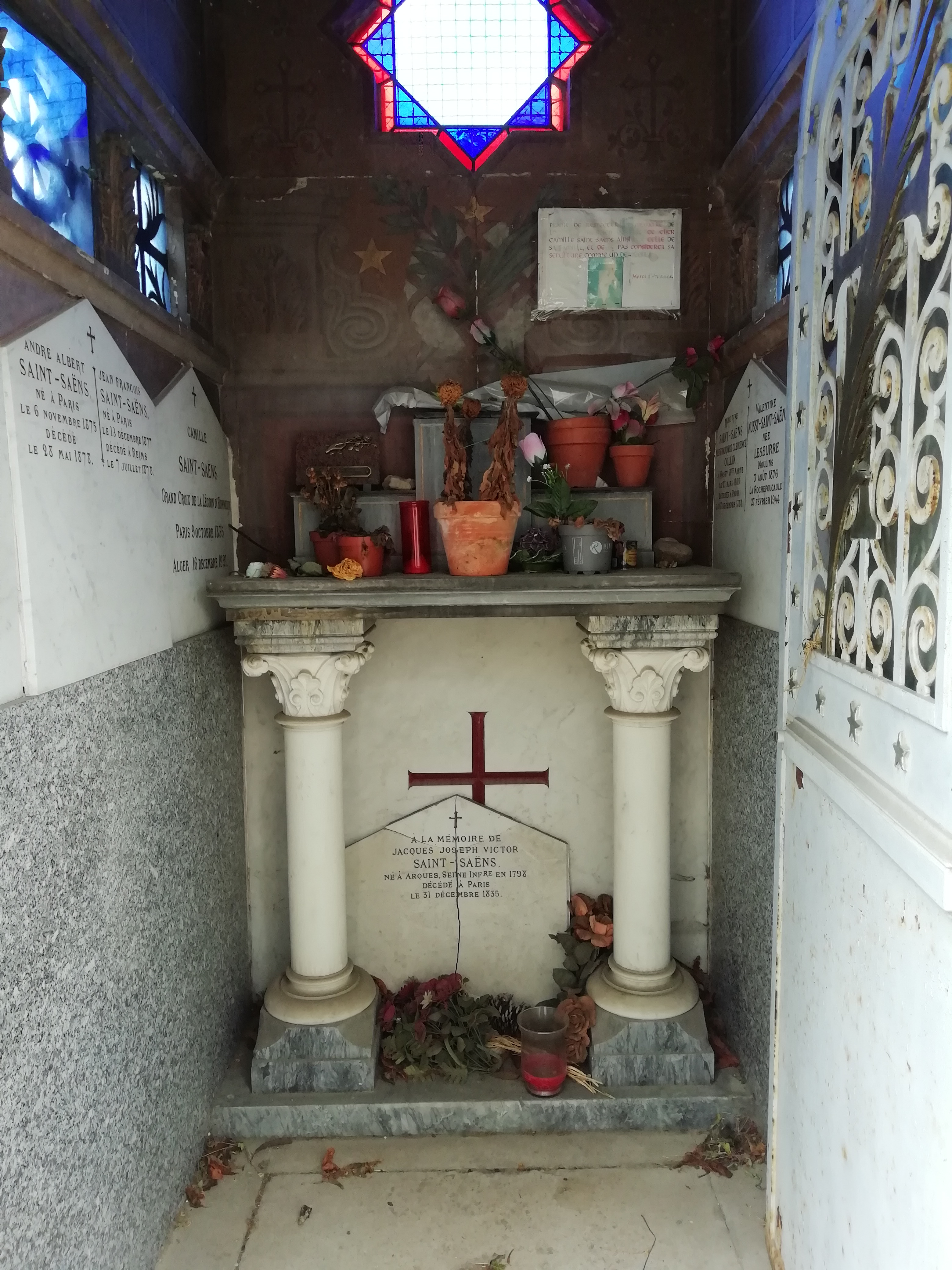
モンパルナス墓地にあるサン＝サーンスの墓。

『タイムズ』紙は、死亡を伝える記事に次のように記している。
サン＝サーンス氏の死は、フランスから国の最大級の作曲家を奪っただけではない。彼の死によって、19世紀に典型的な偉大なる音楽運動の最後の代表者が世界から失われたことになる。彼は活発な精力を保ち当代の活動に非常に近い距離を保ち続けたが故、習慣的に彼をフランス作曲界の「長老」と語るようになっていたとはいえ、彼が音楽史の中に実際に占めていた位置は忘れられがちであった。彼はブラームスよりもわずか2歳年少、そしてチャイコフスキーよりも5歳年長、ドヴォルザークより6歳年長、そしてサリヴァンよりも7歳年長なのである。彼が自国の音楽の中で得ていた立ち位置の部分部分は、自身の領域にいたそれらの巨匠たちそれぞれと、ちょうど比べることが出来るだろう。
1890年に『Mea culpa』と題した短詩を発表したサン＝サーンスは、その中で堕落を知らぬ己を責め、若さによる過剰な熱意へ賛意を述べつつも、それを自分が持たなかったことを嘆いている。あるイギリスのコメンテーターは1910年にこの詩を引用しつつ、「彼の心は先へ押し進まんと望む若者と共にある、なぜなら彼が当時の進歩的理想に肩入れしていた若き日の自分を忘れていないからだ」と述べている。サン＝サーンスは革新と伝統的形式の間のバランスを求めていた。評論家のヘンリー・コールズは彼の死から数日後にこう書いている。
彼の「完全な平衡」を維持するという希望の中に、一般の音楽好きに対するサン＝サーンスの訴求の限界が見出される。サン＝サーンスは、仮にあったとしても、滅多にリスクを取らない。彼は、さしあたってスラングを使うならば、「自制心を失う」(goes off the deep end) ということがない。同時代の大巨匠は皆していることなのに。ブラームス、チャイコフスキー、そしてフランクですらも、達成したい目的のためであれば全てを犠牲にする用意があり、必要とあらばそこへ至るための試みに嵌りこんでいく。サン＝サーンスは自らの平衡を保ち、それによって聴衆が平衡を保つことを可能とするのだ。
『グローヴ音楽事典』のサン＝サーンスの項は次のような言葉で締められている。彼の作品は際立った一貫性を見せる一方で「彼が特色ある音楽スタイルを発展させたとは言えない。むしろ、彼はワグネリアンの影響に飲み込まれる危機に瀕していたフランスの伝統を守り、後進を育成する環境を整えたのである。」
本人の死後、サン＝サーンスの音楽に同情的な物書きらは、彼がごく僅かな楽曲、『動物の謝肉祭』、ピアノ協奏曲第2番、ヴァイオリン協奏曲第3番、交響曲第3番『オルガン付き』、『サムソンとデリラ』、『死の舞踏』、『序奏とロンド・カプリチオーソ』といった作品でしか、音楽好きの人々に知られていない現状に遺憾を表明している。ニコラスは彼の大規模作品の中から、レクイエム、クリスマス・オラトリオ、バレエ『ジャヴォット』、ピアノ四重奏曲、七重奏曲、ヴァイオリンソナタ第1番を忘れられた傑作として選び出している。2004年にスティーヴン・イッサーリスは次のように述べた。「サン＝サーンスはまさに彼の音楽祭を開く必要があるような種類の作曲家である（中略）ミサ曲もあって、それらは全て興味深いものだ。彼のチェロ音楽は全て演奏しているが、ひとつたりとも悪い曲はない。彼の作品はあらゆる意味でやり甲斐がある。そして彼は尽きることのない魅力を備えた人物だ。」
「彼の偉大な名声も、またそれに続く軽視も、共に誇張されすぎてきた」と評されるように、サン＝サーンスの音楽はしばしば不公平な評価を受けてきたが、1980年代ごろからふたたび彼への関心が高まり、再認識が進んでいる。